# حارة جدر السفلى الغربية (صنعاء)
جدر السفلى الغربية هي إحدى حارات حي سدس احداق بمدينة الروضة شمال العاصمة اليمنية "صنعاء"، بلغ تعداد سكانها 5117 نسمة حسب تعداد اليمن لعام 2004.